# Avantaje
Avantaje este o revistă glossy pentru femei din România, cu apariție lunară, publicată de Ringier Romania. Revista a apărut în octombrie 1995, odată cu înființarea companiei Romanian Publishing Group, sub conducerea lui Anthony Gray, fiind prima revistă glossy pentru femei din România. Avantaje este un ghid practic al femeii moderne care acoperă o diversitate de domenii. Din punct de vedere editorial, Avantaje propune un concept de feminitate armonioasă, echilibrată, care caracterizează femeia dedicată simultan familiei, carierei și dezvoltării personale. Revista este deținută de compania media Ringier Romania. În trimestrul al treilea din anul 2009 a vândut, în medie, circa 25.919 de exemplare pe ediție.

## Conținut
Avantaje este dedicată femeii moderne, practice, interesată de frumusețe, modă, carieră, cultivarea propriei personalități, viața de familie, cuplu, copii, sănătate și artă culinară, care dorește să fie bine informată și vrea să-și îmbunătățească stilul de viață.
Secțiunile revistei sunt, în mare, următoarele:
- Frumusețe și modă
- Relații interumane și viața de familie
- Sănătate, fitness și nutriție
- Bucătărie tradițională și internațională
- Practic: decorațiuni
- Sociologie, psihologie
- Artă și cultură
- Turism, călătorii
- Concursuri

## Premiile „Femeia Anului”
„Femeia Anului” 2007 a fost a zecea ediție a acestei gale organizată de Revista Avantaje'.
Anul acesta i-a fost acordat un premiu de popularitate, bazat pe voturile exprimate de cititoarele revistei Avantaje, și alte șapte premii de excelență în diferite domenii. Pentru premiul de popularitate, concursul a reunit șapte nominalizări din domeniul audiovizualului, personalități implicate activ atât în acțiuni caritabile, cât și în promovarea culturii și a valorilor autentice.
Nominalizările pentru premiul de popularitate au fost următoarele: Andreea Marin Bănică, Loredana Groza, Sanda Nicola, Irina Păcurariu, Andreea Raicu, Mihaela Rădulescu, Gabriela Szabó.
Câștigătoarele premiilor de popularitate ale edițiilor precedente:
- 2006 – Mihaela Rădulescu
- 2005 – Mihaela Rădulescu
- 2004 – Corina Dănilă
- 2003 – Andreea Esca
- 2002 – Paula Seling